# Гилермо Кампанал
Гилермо Кампанал (на испански: Guillermo Campanal) е испански футболист, нападател.

## Кариера
По време на кариерата си, той играе за Спортинг Хихон и Севиля. Има 3 мача и 2 гола за националния отбор на Испания и участва на Световната купа през 1934 г.
По-късно става треньор на Севиля.